# D. Worth Clark
D. Worth Clark (Idaho Falls, 1902. április 2. – Los Angeles, 1955. június 19.) az Amerikai Egyesült Államok szenátora (Idaho, 1939–1945).